# غوانغدونغ
غوانغدونغ (بالـصينية: 广东 = Guǎngdōng) هي مقاطعة صينية، تقع في جنوب البلاد وعلى ضفاف بحر الصين. تضاريسها متعرجة، يعتبر سهل دلتا «تشو» أو «نهر اللؤلؤ»، أهم السهول الموجودة في المقاطعة. الناتج المحلي الإجمالي فيها هو الأعلى في الصين، والسبب في ذلك يرجع إلى ازدهار منطقتها الصناعية وتوفر اليد العاملة الرخيصة كما أن موقعها ومتاخمتها لهونغ كونغ لعب دوراً في ذلك أيضاً.

## التاريخ
تم إخضاع المنطقة وعلى مراحل أثناء عهد أسرتي «تشين» (221-207 ق.م) ثم «هان» (206 ق.م-220 م) الصينيتين، إلا أن الاستيطان المكثف لها لم يبدأ إلا مع القرن الثاني عشر الميلادي. ازداد عدد السكان مع تطور مدينة قوانغتشو وانفتاحها على التجارة الخارجية في القرن السابع عشر الميلادي. ساهمت الاستثمارات والتي قدم معظهما من هونغ كونغ في ازدهار المقاطعة.

## الزراعة والصيد
يسود المناخ شبه الاستوائي، مما يسمح بجني محصول الأرز مرتين سنوياً. إلى جانب الأرز، وقصب السكر والفواكه أهم المحاصيل الزراعية في المنطقة. بسبب تواجدها على البحر فإن الصيد البحري من أهم النشاطات الاقتصادية كما تنتشر الأحواض المائية لتربية أصناف متعددة من الثروات البحرية.

## الموارد
تم اكتشاف البترول عام 1979 م في شبه جزيرة لايتشو، وأصبح من الموارد الأساسية للمقاطعة، إلى جانب استغلال مناجم الحديد والتنغستن والفحم.

## الاقتصاد
تعد قوانغدونغ مقاطعة غنية، ويوجد بها ثلاثة مناطق اقتصادية خاصة من ضمن الأربعة الموجودة في الصين: شينتشين وشانتو وزوهاي. تتمتع هذه المناطق بنظام جباية خاص، وقد شرع العمل بها منذ 1990 م، شجع ذلك الاستثمارات الأجنبية (من هونغ كونغ على الأخص) على التدفق إليها. تتقاطب الملايين من اليد العاملة الرخيصة من كافة أرجاء الصين للعمل في هذه المناطق ويتم ذلك وفق قواعد صارمة تحددها الحكومة.

## المدن
«قوانغتشو» (العاصمة الإدارية) ومركز المقاطعة هي أكبر المدن وأهم الموانئ ومركز الصناعات التحويلية في المقاطعة، ومن بين المدن الأخرى:
المدن حسب الترتيب:
مدن على مستوى المحافظة (تصنيف إداري) وعددها 21 محافظة:
- Guangzhou قوانغتشو
- Zhong Shan دجونغ شان
- Zhu Hai دجو خاي
- Shen Zhen شينتشين
- Mao ming ماو مينغ
- Zhao qin دجاو تشين
- Gui zhou غوية دجو
- Hu Zhou خو دجو
- Shan Tou شان تو
- Zhang Jiang دجان جيانغ
- Jiang men دجيانغ من
- Fo Shan فوه شان
- Shao guan شان غوانغ
- Dongguan دونغقوان
- Shan wei شان ويه
- Yang Jiang يان جيانغ
- He Yuan خيه يوان
- Mei Zhou مي دجو
- Qing Su تشين سو
- Jie Yang دجيه يان
- Yunfu يون فو

مدن على مستوى لواء (تصنيف إداري للمدن) وعددها 23 لواء:
- Ying De / يين ده
- Tai Shan / تاي شان
- Kai Ping / كاي بين
- Pu Ning / بو نين
- Luo ding / لوه دنغ
- Gao Zhou / غاو دجو
- Gao yao / غاو يانو
- XXX Shan / شان
- Si He / سي خه
- Zeng cheng / تزنغ تشنغ
- Guang Jiang / جوانع جيانغ
- Si Ping / سي بينغ
- XX Hua / خواه
- XX Zhou / دجو
- Lei zhou / لي دجو
- Le Chang / له تشنغ
- Xx qun / تشون
- XX Chuan / تشوان
- Le Ning / له نينغ
- Hua zhou / هوا دجو
- Lu Feng / لو فنغ
- Xin Yi / شين يي
- Nan XX / نان

## وصلات خارجية
- اكتشف مقاطعتي جوانج دونج